# 2020-as labdarúgó-Európa-bajnokság (C csoport)

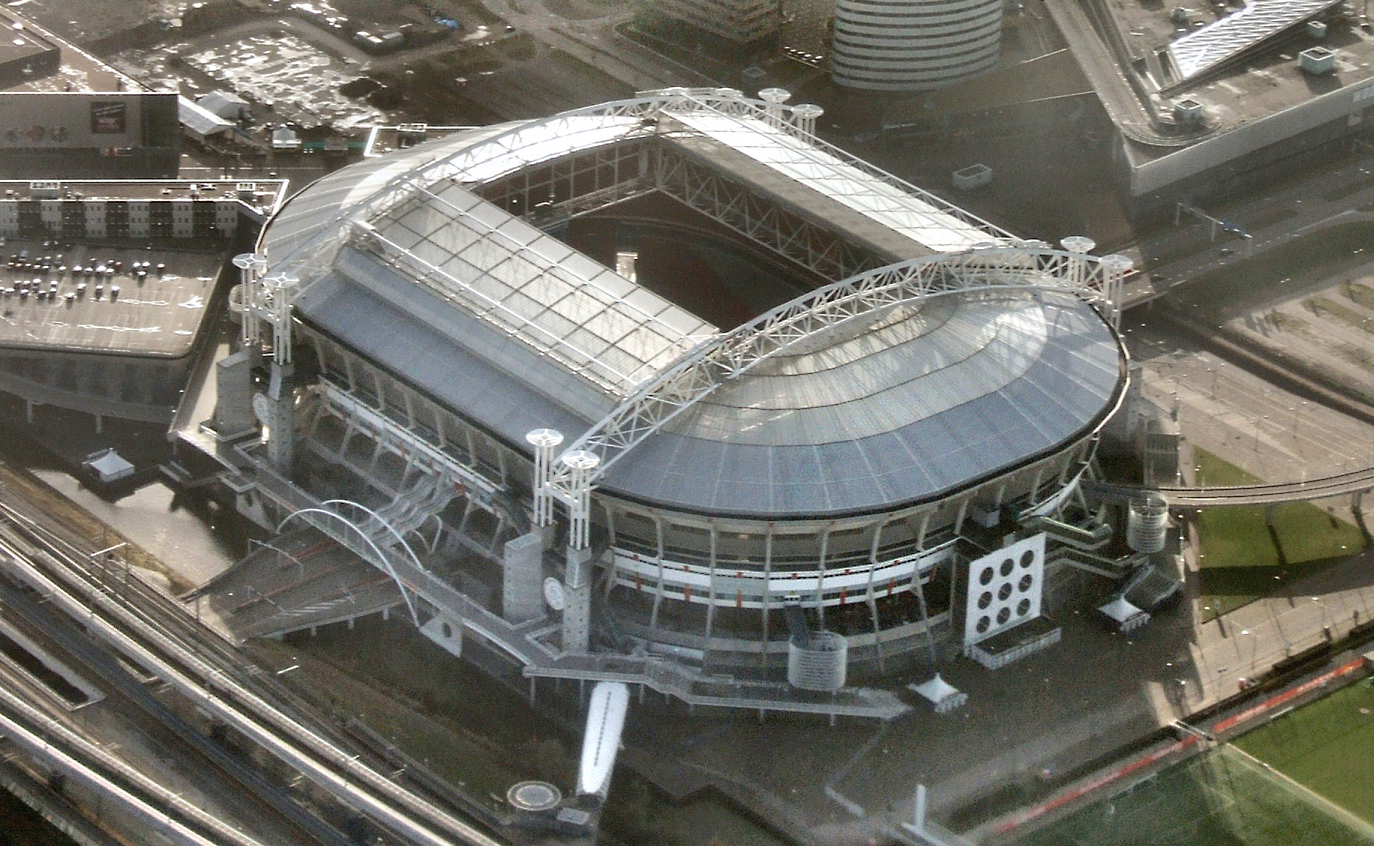
Az amszterdami Johan Cruijff Arena

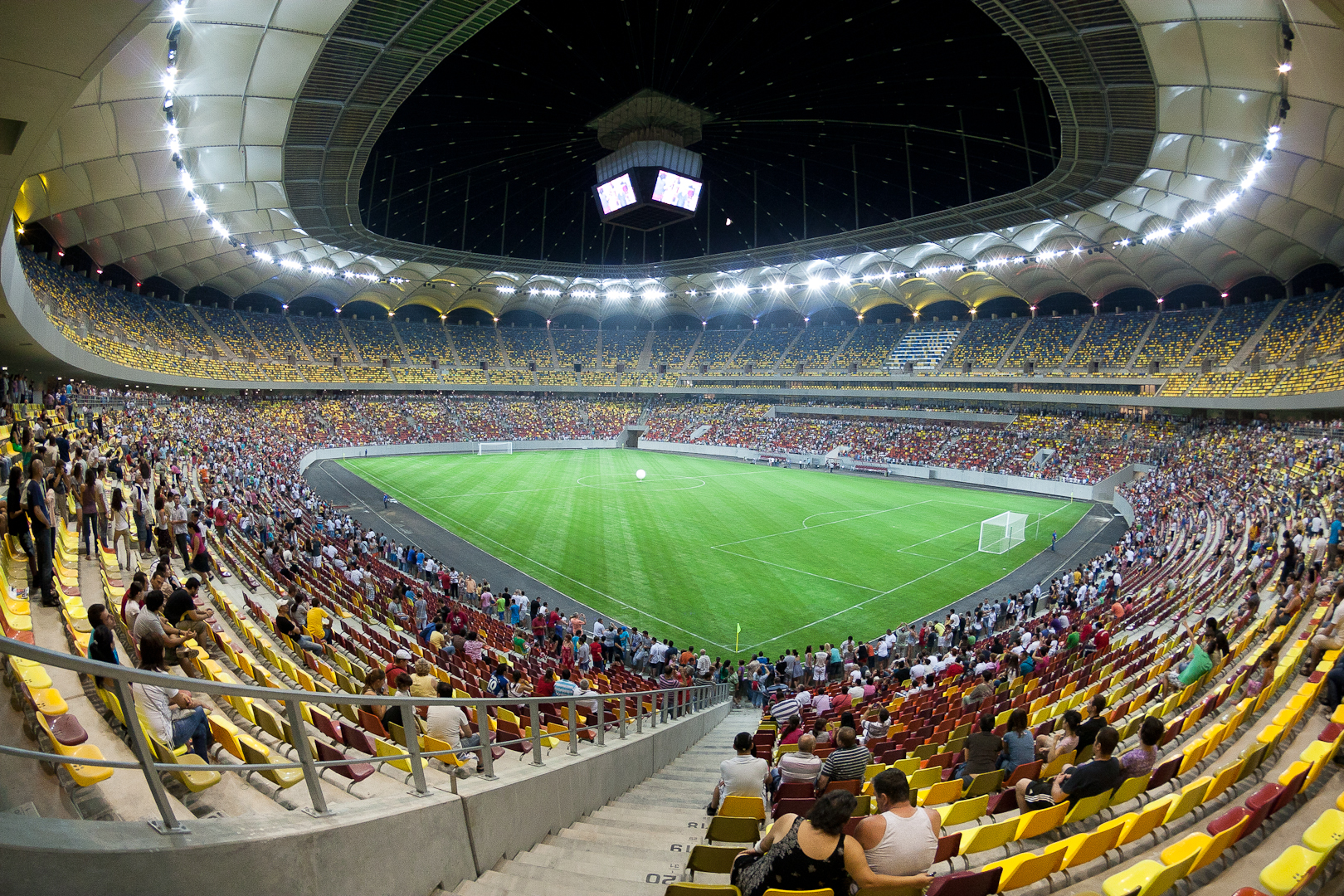
A bukaresti Nemzeti Stadion

A 2020-as labdarúgó-Európa-bajnokság C csoportjának mérkőzéseit 2021. június 13. és 21. között játszották. A csoport négy tagja a rendező Hollandia, Ukrajna, Ausztria és Észak-Macedónia volt. A mérkőzéseket az amszterdami Johan Cruijff Arenában és a bukaresti Nemzeti Stadionban rendezték.

## Csapatok
| Pozíció | Csapat              | Kalap | Kvalifikáció módja            | Kvalifikáció dátuma | Hányadik részvétel | Utolsó részvétel | Előző legjobb eredmény  | Selejtezőbeli helyezés 2019. november |
| ------- | ------------------- | ----- | ----------------------------- | ------------------- | ------------------ | ---------------- | ----------------------- | ------------------------------------- |
| C1      | Hollandia (rendező) | 2     | C csoport második helyezettje | 2019. november 16.  | 10.                | 2012             | Győztes (1988)          | 11.                                   |
| C2      | Ukrajna             | 1     | B csoport győztese            | 2019. október 14.   | 3.                 | 2016             | Csoportkör (2012, 2016) | 6.                                    |
| C3      | Ausztria            | 3     | G csoport második helyezettje | 2019. november 16.  | 3.                 | 2016             | Csoportkör (2008, 2016) | 16.                                   |
| C4      | Észak-Macedónia     | 4     | Pótselejtező, D ág győztese   | 2020. november 12.  | 1.                 | —                | —                       | 30.                                   |

Jegyzetek
1. ↑  A sorsoláshoz a csapatok kiemelése a selejtező összesített rangsora alapján történt.

## Tabella
| Hely. | Csapat          | M | Gy | D | V | G+ | G– | Gk | P | Továbbjutás                                |
| ----- | --------------- | - | -- | - | - | -- | -- | -- | - | ------------------------------------------ |
| 1.    | Hollandia (R)   | 3 | 3  | 0 | 0 | 8  | 2  | +6 | 9 | Továbbjutott az egyenes kieséses szakaszba |
| 2.    | Ausztria        | 3 | 2  | 0 | 1 | 4  | 3  | +1 | 6 | Továbbjutott az egyenes kieséses szakaszba |
| 3.    | Ukrajna         | 3 | 1  | 0 | 2 | 4  | 5  | −1 | 3 | Továbbjutott az egyenes kieséses szakaszba |
| 4.    | Észak-Macedónia | 3 | 0  | 0 | 3 | 2  | 8  | −6 | 0 |                                            |

## Mérkőzések
Az időpontok magyar idő szerint (UTC+2) vannak feltüntetve.
Használt rövidítések (magyar rövidítés – angol rövidítés – poszt):
| - KA – GK – kapus - V – DF – hátvéd - S – SW – söprögető - JV – RB – jobb oldali védő - KV – CB – középső védő - BV – LB – bal oldali védő - JSZV – RWB – jobb szélső védő - BSZV – LWB – bal szélső védő | - KP – MF – középpályás - VKP – DM – védekező középpályás - BKP – LM – bal oldali középpályás - KKP – CM – középső középpályás - JKP – RM – jobb oldali középpályás | - JSZ – RW – jobb szélső - BSZ – LW – bal szélső - TKP – AM – támadó középpályás | - CS – ST, FW – csatár - JCS – RF – jobb oldali csatár - KCS – CF – középső csatár - BCS – LF – bal oldali csatár |

### Ausztria – Észak-Macedónia
| 2021. június 13. 18:00 (19:00 UTC+3) |

| Ausztria                                  | 3–1               | Észak-Macedónia |
| ----------------------------------------- | ----------------- | --------------- |
| Lainer 18' Gregoritsch 78' Arnautović 89' | (1–1) Jegyzőkönyv | Pandev 28'      |

| Nemzeti Stadion, Bukarest Nézőszám: 9082 Játékvezető: Andreas Ekberg (svéd) |

| Ausztria | Észak-Macedónia |

| KA                   | 13 | Daniel Bachmann       |     |       |
| JV                   | 21 | Stefan Lainer         | 85' |       |
| KV                   | 3  | Aleksandar Dragović   |     | 46'   |
| KV                   | 4  | Martin Hinteregger    |     |       |
| BV                   | 2  | Andreas Ulmer         |     |       |
| JKP                  | 19 | Christoph Baumgartner |     | 58'   |
| KKP                  | 24 | Konrad Laimer         |     | 90+3' |
| KKP                  | 23 | Xaver Schlager        |     | 90+4' |
| BKP                  | 8  | David Alaba (csk)     |     |       |
| TKP                  | 9  | Marcel Sabitzer       |     |       |
| KCS                  | 25 | Saša Kalajdžić        |     | 59'   |
| Cserék:              |    |                       |     |       |
| V                    | 15 | Philipp Lienhart      |     | 46'   |
| CS                   | 11 | Michael Gregoritsch   |     | 58'   |
| CS                   | 7  | Marko Arnautović      |     | 59'   |
| KP                   | 14 | Julian Baumgartlinger |     | 90+3' |
| KP                   | 6  | Stefan Ilsanker       |     | 90+4' |
| Szövetségi kapitány: |    |                       |     |       |
| Franco Foda          |    |                       |     |       |

| KA                   | 1  | Sztole Dimitrievszki    |     |     |
| KV                   | 13 | Sztefan Risztovszki     |     |     |
| KV                   | 14 | Darko Velkovszki        |     |     |
| KV                   | 6  | Viszar Muszliu          |     | 86' |
| JSZV                 | 16 | Boban Nikolov           |     | 63' |
| BSZV                 | 8  | Ezgjan Alioszki         | 52' |     |
| KKP                  | 17 | Enisz Bardi             |     | 82' |
| KKP                  | 5  | Arijan Ademi            |     |     |
| KKP                  | 21 | Elif Elmasz             |     |     |
| KCS                  | 10 | Goran Pandev (csk)      |     |     |
| KCS                  | 9  | Alekszandar Trajkovszki | 42' | 63' |
| Cserék:              |    |                         |     |     |
| V                    | 2  | Egzon Bejtulai          |     | 63' |
| KP                   | 15 | Tihomir Kosztadinov     |     | 63' |
| CS                   | 7  | Ivan Tricskovszki       |     | 82' |
| KP                   | 26 | Milan Risztovszki       |     | 86' |
| Szövetségi kapitány: |    |                         |     |     |
| Igor Angelovszki     |    |                         |     |     |

| A mérkőzés játékosa: David Alaba (Ausztria) Asszisztensek: Mehmet Culum (svéd) Stefan Hallberg (svéd) Negyedik játékvezető: Szergej Karaszjov (orosz) Tartalék játékvezető: Igor Demeshko (orosz) Videobíró: Bastian Dankert (német) Videobíró-asszisztensek: Chris Kavanagh (angol) Benjamin Pagès (francia) Jérôme Brisard (francia) |

### Hollandia – Ukrajna
| 2021. június 13. 21:00 |

| Hollandia                               | 3–2               | Ukrajna                      |
| --------------------------------------- | ----------------- | ---------------------------- |
| Wijnaldum 52' Weghorst 59' Dumfries 85' | (0–0) Jegyzőkönyv | Jarmolenko 75' Jaremcsuk 79' |

| Johan Cruijff Arena, Amszterdam Nézőszám: 15 837 Játékvezető: Felix Brych (német) |

| Hollandia | Ukrajna |

| KA                   | 1  | Maarten Stekelenburg      |  |       |
| KV                   | 25 | Jurriën Timber            |  | 88'   |
| KV                   | 6  | Stefan de Vrij            |  |       |
| KV                   | 17 | Daley Blind               |  | 64'   |
| JSZV                 | 22 | Denzel Dumfries           |  |       |
| BSZV                 | 12 | Patrick van Aanholt       |  | 64'   |
| KKP                  | 15 | Marten de Roon            |  |       |
| KKP                  | 8  | Georginio Wijnaldum (csk) |  |       |
| KKP                  | 21 | Frenkie de Jong           |  |       |
| KCS                  | 19 | Wout Weghorst             |  | 88'   |
| KCS                  | 10 | Memphis Depay             |  | 90+1' |
| Cserék:              |    |                           |  |       |
| V                    | 4  | Nathan Aké                |  | 64'   |
| V                    | 5  | Owen Wijndal              |  | 64'   |
| CS                   | 9  | Luuk de Jong              |  | 88'   |
| V                    | 2  | Joël Veltman              |  | 88'   |
| CS                   | 18 | Donyell Malen             |  | 90+1' |
| Szövetségi kapitány: |    |                           |  |       |
| Frank de Boer        |    |                           |  |       |

| KA                   | 1  | Heorhij Buscsan         |       |     |     |
| JV                   | 21 | Olekszandr Karavajev    |       |     |     |
| KV                   | 13 | Ilja Zabarnyi           |       |     |     |
| KV                   | 22 | Mikola Matvijenko       |       |     |     |
| BV                   | 16 | Vitalij Mikolenko       |       |     |     |
| VKP                  | 17 | Olekszandr Zincsenko    |       |     |     |
| KKP                  | 5  | Szerhij Szidorcsuk      | 90+3' |     |     |
| KKP                  | 8  | Ruslan Malinovskyi      |       |     |     |
| JSZ                  | 7  | Andrij Jarmolenko (csk) |       |     |     |
| BSZ                  | 20 | Olekszandr Zubkov       |       | 13' |     |
| KCS                  | 9  | Roman Jaremcsuk         |       |     |     |
| Cserék:              |    |                         |       |     |     |
| KP                   | 11 | Marlos                  |       | 13' | 64' |
| KP                   | 10 | Mikola Saparenko        |       |     | 64' |
| Szövetségi kapitány: |    |                         |       |     |     |
| Andrij Sevcsenko     |    |                         |       |     |     |

| A mérkőzés játékosa: Denzel Dumfries (Hollandia) Asszisztensek: Mark Borsch (német) Stefan Lupp (német) Negyedik játékvezető: Bartosz Frankowski (lengyel) Tartalék játékvezető: Marcin Boniek (lengyel) Videobíró: Marco Fritz (német) Videobíró-asszisztensek: Christian Dingert (német) Lee Betts (angol) Stuart Attwell (angol) |

### Ukrajna – Észak-Macedónia
| 2021. június 17. 15:00 (16:00 UTC+3) |

| Ukrajna                      | 2–1               | Észak-Macedónia |
| ---------------------------- | ----------------- | --------------- |
| Jarmolenko 29' Jaremcsuk 34' | (2–0) Jegyzőkönyv | Alioszki 57'    |

| Nemzeti Stadion, Bukarest Nézőszám: 10 001 Játékvezető: Fernando Rapallini (argentin) |

| Ukrajna | Észak-Macedónia |

| KA                   | 1  | Heorhij Buscsan         |     |       |
| JV                   | 21 | Olekszandr Karavajev    |     |       |
| KV                   | 13 | Ilja Zabarnyi           |     |       |
| KV                   | 22 | Mikola Matvijenko       |     |       |
| BV                   | 16 | Vitalij Mikolenko       |     |       |
| VKP                  | 6  | Tarasz Sztepanenko      |     |       |
| KKP                  | 10 | Mikola Saparenko        | 43' | 78'   |
| KKP                  | 17 | Olekszandr Zincsenko    |     |       |
| JSZ                  | 7  | Andrij Jarmolenko (csk) |     | 70'   |
| BSZ                  | 8  | Ruslan Malinovskyi      |     | 90+2' |
| KCS                  | 9  | Roman Jaremcsuk         |     | 70'   |
| Cserék:              |    |                         |     |       |
| KP                   | 15 | Viktor Cihankov         |     | 70'   |
| CS                   | 19 | Artem Besiedin          |     | 70'   |
| KP                   | 5  | Szerhij Szidorcsuk      |     | 78'   |
| V                    | 2  | Eduard Sobol            |     | 90+2' |
| Szövetségi kapitány: |    |                         |     |       |
| Andrij Sevcsenko     |    |                         |     |       |

| KA                   | 1  | Sztole Dimitrievszki    |     |     |
| KV                   | 13 | Sztefan Risztovszki     |     |     |
| KV                   | 14 | Darko Velkovszki        | 59' | 85' |
| KV                   | 6  | Viszar Muszliu          |     |     |
| JSZV                 | 16 | Boban Nikolov           |     | 46' |
| BSZV                 | 8  | Ezgjan Alioszki         |     |     |
| KKP                  | 5  | Arijan Ademi            |     | 85' |
| KKP                  | 20 | Sztefan Szpirovszki     |     | 46' |
| TKP                  | 17 | Enisz Bardi             |     | 77' |
| KCS                  | 10 | Goran Pandev (csk)      |     |     |
| KCS                  | 21 | Elif Elmasz             |     |     |
| Cserék:              |    |                         |     |     |
| KP                   | 25 | Darko Csurlinov         |     | 46' |
| CS                   | 9  | Alekszandar Trajkovszki |     | 46' |
| CS                   | 24 | Daniel Avramovszki      | 83' | 77' |
| V                    | 4  | Kire Risztevszki        |     | 85' |
| CS                   | 7  | Ivan Tricskovszki       |     | 85' |
| Szövetségi kapitány: |    |                         |     |     |
| Igor Angelovszki     |    |                         |     |     |

| A mérkőzés játékosa: Andrij Jarmolenko (Ukrajna) Asszisztensek: Juan Pablo Belatti (argentin) Diego Bonfá (argentin) Negyedik játékvezető: Slavko Vinčić (szlovén) Tartalék játékvezető: Tomaž Klančnik (szlovén) Videobíró: Alejandro Hernández Hernández (spanyol) Videobíró-asszisztensek: José María Sánchez Martínez (spanyol) Filippo Meli (olasz) Juan Martínez Munuera (spanyol) |

### Hollandia – Ausztria
| 2021. június 17. 21:00 |

| Hollandia                         | 2–0               | Ausztria |
| --------------------------------- | ----------------- | -------- |
| Depay 11' (11-esből) Dumfries 67' | (1–0) Jegyzőkönyv |          |

| Johan Cruijff Arena, Amszterdam Nézőszám: 15 243 Játékvezető: Orel Grinfeld (izraeli) |

| Hollandia | Ausztria |

| KA                   | 1  | Maarten Stekelenburg      |     |     |
| KV                   | 6  | Stefan de Vrij            |     |     |
| KV                   | 3  | Matthijs de Ligt          |     |     |
| KV                   | 17 | Daley Blind               |     | 64' |
| JSZV                 | 22 | Denzel Dumfries           |     |     |
| BSZV                 | 12 | Patrick van Aanholt       |     | 64' |
| KKP                  | 15 | Marten de Roon            | 14' | 74' |
| KKP                  | 8  | Georginio Wijnaldum (csk) |     |     |
| KKP                  | 21 | Frenkie de Jong           |     |     |
| KCS                  | 19 | Wout Weghorst             |     | 64' |
| KCS                  | 10 | Memphis Depay             |     | 82' |
| Cserék:              |    |                           |     |     |
| V                    | 4  | Nathan Aké                |     | 64' |
| CS                   | 18 | Donyell Malen             |     | 64' |
| V                    | 5  | Owen Wijndal              |     | 64' |
| KP                   | 16 | Ryan Gravenberch          |     | 74' |
| CS                   | 9  | Luuk de Jong              |     | 82' |
| Szövetségi kapitány: |    |                           |     |     |
| Frank de Boer        |    |                           |     |     |

| KA                   | 13 | Daniel Bachmann       | 67' |     |
| JV                   | 21 | Stefan Lainer         |     |     |
| KV                   | 3  | Aleksandar Dragović   |     | 84' |
| KV                   | 4  | Martin Hinteregger    |     |     |
| BV                   | 2  | Andreas Ulmer         |     |     |
| JKP                  | 19 | Christoph Baumgartner |     | 70' |
| KKP                  | 23 | Xaver Schlager        |     | 84' |
| KKP                  | 24 | Konrad Laimer         |     | 61' |
| BKP                  | 8  | David Alaba (csk)     | 10' |     |
| KCS                  | 11 | Michael Gregoritsch   |     | 61' |
| KCS                  | 9  | Marcel Sabitzer       |     |     |
| Cserék:              |    |                       |     |     |
| KP                   | 10 | Florian Grillitsch    |     | 61' |
| CS                   | 25 | Saša Kalajdžić        |     | 61' |
| KP                   | 22 | Valentino Lazaro      |     | 70' |
| V                    | 15 | Philipp Lienhart      |     | 84' |
| KP                   | 20 | Karim Onisiwo         |     | 84' |
| Szövetségi kapitány: |    |                       |     |     |
| Franco Foda          |    |                       |     |     |

| A mérkőzés játékosa: Denzel Dumfries (Hollandia) Asszisztensek: Roy Hassan (izraeli) Idan Yarkoni (izraeli) Negyedik játékvezető: Davide Massa (olasz) Tartalék játékvezető: Stefano Alassio (olasz) Videobíró: Paweł Gil (lengyel) Videobíró-asszisztensek: Paolo Valeri (olasz) Lee Betts (angol) Stuart Attwell (angol) |

### Észak-Macedónia – Hollandia
| 2021. június 21. 18:00 |

| Észak-Macedónia | 0–3               | Hollandia                   |
| --------------- | ----------------- | --------------------------- |
|                 | (0–1) Jegyzőkönyv | Depay 24' Wijnaldum 51' 58' |

| Johan Cruijff Arena, Amszterdam Nézőszám: 15 227 Játékvezető: Kovács István (román) |

| Észak-Macedónia | Hollandia |

| KA                   | 1  | Sztole Dimitrievszki    |     |     |
| JV                   | 13 | Sztefan Risztovszki     | 18' |     |
| KV                   | 14 | Darko Velkovszki        |     |     |
| KV                   | 6  | Viszar Muszliu          | 48' |     |
| BV                   | 8  | Ezgjan Alioszki         | 65' |     |
| KKP                  | 17 | Enisz Bardi             |     | 78' |
| KKP                  | 5  | Arijan Ademi            |     | 78' |
| JSZ                  | 7  | Ivan Tricskovszki       |     | 56' |
| TKP                  | 21 | Elif Elmasz             |     |     |
| BSZ                  | 9  | Alekszandar Trajkovszki |     | 68' |
| KCS                  | 10 | Goran Pandev (csk)      |     | 68' |
| Cserék:              |    |                         |     |     |
| KP                   | 25 | Darko Csurlinov         |     | 56' |
| KP                   | 11 | Ferhan Haszani          |     | 68' |
| KP                   | 15 | Tihomir Kosztadinov     | 84' | 68' |
| CS                   | 18 | Vlatko Sztojanovszki    |     | 78' |
| KP                   | 16 | Boban Nikolov           |     | 78' |
| Szövetségi kapitány: |    |                         |     |     |
| Igor Angelovszki     |    |                         |     |     |

| KA                   | 1  | Maarten Stekelenburg      |  |     |
| KV                   | 6  | Stefan de Vrij            |  | 46' |
| KV                   | 3  | Matthijs de Ligt          |  |     |
| KV                   | 17 | Daley Blind               |  |     |
| JSZV                 | 22 | Denzel Dumfries           |  | 46' |
| BSZV                 | 12 | Patrick van Aanholt       |  |     |
| KKP                  | 21 | Frenkie de Jong           |  | 78' |
| KKP                  | 8  | Georginio Wijnaldum (csk) |  |     |
| KKP                  | 16 | Ryan Gravenberch          |  |     |
| KCS                  | 10 | Memphis Depay             |  | 66' |
| KCS                  | 18 | Donyell Malen             |  | 66' |
| Cserék:              |    |                           |  |     |
| CS                   | 7  | Steven Berghuis           |  | 46' |
| KP                   | 25 | Jurriën Timber            |  | 46' |
| CS                   | 19 | Wout Weghorst             |  | 66' |
| KP                   | 11 | Quincy Promes             |  | 66' |
| CS                   | 26 | Cody Gakpo                |  | 78' |
| Szövetségi kapitány: |    |                           |  |     |
| Frank de Boer        |    |                           |  |     |

| A mérkőzés játékosa: Georginio Wijnaldum (Hollandia) Asszisztensek: Vasile Marinescu (román) Ovidiu Artene (román) Negyedik játékvezető: Georgi Kabakov (bolgár) Tartalék játékvezető: Martin Margaritov (bolgár) Videobíró: Marco Di Bello (olasz) Videobíró-asszisztensek: Paolo Valeri (olasz) Lee Betts (angol) Paweł Gil (lengyel) |

### Ukrajna – Ausztria
| 2021. június 21. 18:00 (19:00 UTC+3) |

| Ukrajna | 0–1               | Ausztria        |
| ------- | ----------------- | --------------- |
|         | (0–1) Jegyzőkönyv | Baumgartner 21' |

| Nemzeti Stadion, Bukarest Nézőszám: 10 472 Játékvezető: Cüneyt Çakır (török) |

| Ukrajna | Ausztria |

| KA                   | 1  | Heorhij Buscsan         |  |     |
| JV                   | 21 | Olekszandr Karavajev    |  |     |
| KV                   | 13 | Ilja Zabarnyi           |  |     |
| KV                   | 22 | Mikola Matvijenko       |  |     |
| BV                   | 16 | Vitalij Mikolenko       |  | 85' |
| VKP                  | 5  | Szerhij Szidorcsuk      |  |     |
| KKP                  | 10 | Mikola Saparenko        |  | 68' |
| KKP                  | 17 | Olekszandr Zincsenko    |  |     |
| JSZ                  | 7  | Andrij Jarmolenko (csk) |  |     |
| BSZ                  | 8  | Ruslan Malinovskyi      |  | 46' |
| KCS                  | 9  | Roman Jaremcsuk         |  |     |
| Cserék:              |    |                         |  |     |
| KP                   | 15 | Viktor Cihankov         |  | 46' |
| KP                   | 11 | Marlos                  |  | 68' |
| CS                   | 19 | Artem Besiedin          |  | 85' |
| Szövetségi kapitány: |    |                         |  |     |
| Andrij Sevcsenko     |    |                         |  |     |

| KA                   | 13 | Daniel Bachmann       |  |     |
| JV                   | 21 | Stefan Lainer         |  |     |
| KV                   | 3  | Aleksandar Dragović   |  |     |
| KV                   | 4  | Martin Hinteregger    |  |     |
| BV                   | 8  | David Alaba (csk)     |  |     |
| KKP                  | 23 | Xaver Schlager        |  |     |
| KKP                  | 24 | Konrad Laimer         |  | 72' |
| KKP                  | 10 | Florian Grillitsch    |  |     |
| TKP                  | 19 | Christoph Baumgartner |  | 32' |
| TKP                  | 9  | Marcel Sabitzer       |  |     |
| KCS                  | 7  | Marko Arnautović      |  | 90' |
| Cserék:              |    |                       |  |     |
| KP                   | 18 | Alessandro Schöpf     |  | 32' |
| KP                   | 6  | Stefan Ilsanker       |  | 72' |
| CS                   | 25 | Saša Kalajdžić        |  | 90' |
| Szövetségi kapitány: |    |                       |  |     |
| Franco Foda          |    |                       |  |     |

| A mérkőzés játékosa: Florian Grillitsch (Ausztria) Asszisztensek: Bahattin Duran (török) Tarık Ongun (török) Negyedik játékvezető: Daniel Siebert (német) Tartalék játékvezető: Jan Seidel (német) Videobíró: Massimiliano Irrati (olasz) Videobíró-asszisztensek: José María Sánchez Martínez (spanyol) Íñigo Prieto López de Cerain (spanyol) Juan Martínez Munuera (spanyol) |